# Maroopula trixia
Maroopula trixia är en insektsart som beskrevs av Webb 1983. Maroopula trixia ingår i släktet Maroopula och familjen dvärgstritar. Inga underarter finns listade i Catalogue of Life.